# Schizidium delmastroi
Schizidium delmastroi är en kräftdjursart som beskrevs av Schmalfuss, Paragamian och Sfenthourakis 2004. Schizidium delmastroi ingår i släktet Schizidium och familjen klotgråsuggor. Inga underarter finns listade i Catalogue of Life.